# Přepěťová ochrana
Přepěťové ochrany chrání elektrická zařízení před poškozením izolace přepětím vyšším, než které je schopná izolace vydržet. Nazývají se též bleskojistky nebo svodiče přepětí. Za přepětí můžeme považovat napětí (U), které je oproti jmenovitému napětí (Un) dvojnásobné. Překročení jmenovité hodnoty napětí Un o 10–20 % je považováno za normální provozní stav. Nastavená ochranná hladina, kdy přepěťová ochrana začne omezovat napětí průchodem vnitřního proudu, musí být nižší, než je izolační hladina zařízení.

## Druhy přepěťových ochran v rozvodech

### Polovodičové
Využívají nelineárních V-A charakteristik, kdy se součástka začne rychle otevírat, jsou trvale připojeny ke spotřebiči. V oblasti mn (malého napětí, řádově jednotky voltů) se využívá závěrného směru Zenerových diod. Pro střídavé obvody se musí zapojit dvě Zenerovy diody antisériově. Pro větší nároky se používají transily a napěťově závislé odpory – varistory.

### Ochranné jiskřiště
Vytvářejí po průrazu dielektrika přechodné zemní zkratové spojení, samy však nejsou schopny vzniklý oblouk zhasnout (pojistky). Používají se jako pomocné svodiče u vn (vysoko napěťových) průchodek a izolátorů, mají ale velký rozptyl zapalovacích napětí.

### Růžková bleskojistka
Podobně jako u jiskřiště vznikne oblouk v nejužším místě, vlivem ohřevu vzduchu a silovými účinky vlastního magnetického pole je oblouk vytlačován vzhůru a na koncích růžků pak uhasne. Používá se pro ochranu trakčních vedení a úsečníků.

### Vyfukovací trubice
Obsahuje zapalovací a hlavní jiskřiště. Elektrický oblouk hlavního jiskřiště rozkládá izolační materiál trubice za vzniku plynů o vysokém tlaku, který zháší oblouk, plameny však šlehají až několik metrů.

### Ventilová bleskojistka
Obsahuje sériově zařazená jiskřiště s odporovými bloky (varistory), přepětí svede do země, při poklesu U varistory zvětší svůj odpor a oblouk jiskřiště zhasne. Zejména pro velmi vysoká napětí.

### Průrazka
Při vysokém napětí vytvoří trvalý zemní zkrat, proud nevypíná.

## Třídy přepěťových ochran dle ČSN
Přepěťové ochrany se rozdělují do tří tříd – B, C, D nově se označují jako ochrany typu 1, 2 a 3.

### Přepěťové ochrany třídy B (ochrana typu 1)
Jedná se o tzv. hrubou ochranu – svodič bleskového proudu. Přepěťová ochrana musí být konstruována tak, aby odvedla impulsní proud 50kA.

### Přepěťové ochrany třídy C (ochrana typu 2)
Střední třída ochrany – svodič přepětí. Přepěťová ochrana musí být konstruována tak, aby odvedla impulsní proud 15kA opakovaně a 40kA jednorázově.

### Přepěťové ochrany třídy D (ochrana typu 3)
Jemná ochrana, která se nejčastěji instaluje do okruhů s citlivými zařízeními jako jsou počítače a další výpočetní technika.

## Druhy přepěťových ochran v elektronice
Pro tyto součástky se používá souhrnné označení TVS (transient voltage supressor). Rozlišuje se více základních typů s rozdílnými vlastnostmi. Výrobci obvykle garantují maximální provozní napětí, tedy takové, pro které je jistota, že prvek nebude odebírat proud a minimální aktivační napětí, tedy takové, u kterého je jisté, že povede k odběru proudu omezujícího přepětí. Typická vzdálenost těchto dvou napětí se u různých TVS liší a liší se i typická terminologie okolo používaná.

### Bleskojistka
Bleskojistka, alias GDT (gas discharge tube) Součástka má obvykle formu keramického válečku se dvěma, nebo třemi vývody. Uvnitř je jedno, nebo dvě jiskřiště a u typů pro malá napětí často i radioaktivní zářič, aby mohlo být garantovatelné tak malé zapalovací napětí (desítky V). Výhodou bleskojistek je, že vydrží velký proud, obvykle stovky A až 1,5 kA, nevýhodou poměrně velký rozptyl zapalovacího napětí a při vyšším napájecím napětí (stovky V) je nutné, by nějaký další prvek vypnul proud a tím zhasl výboj.

### Varistor
Varistor, alias VDR (voltage dependent resistor), konstrukčně připomíná velký keramický kondenzátor. Místo dielektrika má ale materiál, který začne být od určitého napětí vodivý. Vyrábí se pro napětí v řádu jednotek až stovek V. Kromě napětí výrobci obvykle uvádějí maximální energii, kterou je varistor schopen nedestruktivně absorbovat. Bývá v řádu jednotlivých J až desítek J. Při jejím překročení se mohou parametry změnit, při ještě větším nastane trvalý zkrat. Někdy bývá rozlišena energie opakovatelná a neopakovatelná.

### Transil
Transil, alias TVS dioda, je zenerova dioda, u které výrobce garantuje, že přežije impulzní zátěž, která při omezení přepětí nastává. Vyrábí se v jednosměrném a obousměrném provedení, které obsahuje dvě antisériově zapojené ZD. Označení jednosměrných obvykle končí A, obousměrných CA. Výrobci obvykle uvádějí napětí a impulzní výkon, který bývá typicky v řádu stovek W. Tyto hodnoty jsou často součástí názvu daného typu. Např. P6KE15CA je obousměrný transil na 15 V s maximálním impulsním výkonem 600 W. Okolo 15 V začíná být vodivý (1 mA). Při překročení max. výkonu, nebo přehřátím trvalým menším výkonem, dojde k trvalému zkratu. Nejčastější závadou externích pevných disků je právě zkratovaný transil v důsledku připojení na adaptér s vyšším napětím. Oproti varistoru přežije transil menší zátěž, ale má přesněji definovaná napětí.

### Trisil
Trisil je TVS součástka připomínající diak. Po překročení určitého napětí dojde k tvrdému sepnutí a začne se chovat jako sepnutý triak. K rozpojení je nutné, aby vnější příčina přerušila proud.